# Morena Ileana Valdez Vigil
Morena Ileana Valdez Vigil es una investigadora, académica y comunicadora salvadoreña. En 2019 fue nombrada Ministra de Turismo de El Salvador.

## Biografía

### Inicios y formación académica
Valdez se graduó como licenciada en Administración de Empresas en la Universidad Centroamericana José Simeón Cañas. En 1996 se vinculó profesionalmente con H. Marketing, una división de la agencia de publicidad McCann Erickson.
Tras realizar diversas consultorías de mercadeo e investigación social a finales de la década de 1990, entre 2001 y 2006 se vinculó con el Programa de las Naciones Unidas para el Desarrollo, y ese mismo año se convirtió en asesora de monitorio y visibilidad social en el proyecto Transferencias Monetarias Condicionadas, impulsado por el Gobierno de la República de El Salvador.

### Trabajo con el Gobierno de El Salvador y actualidad
En 2007 laboró en el Fondo de Inversión Social para el Desarrollo Local como especialista de planificación y visibilidad social, y en 2011 se convirtió en Gerente de Comunicaciones y Mercadeo Institucional del Organismo Promotor de Exportaciones e Inversiones de El Salvador, PROESA. Fue nombrada Directora Nacional de Marca País de El Salvador en febrero de 2017.
El 30 de mayo de 2019, el presidente electo Nayib Bukele la nombró Ministra de Turismo de El Salvador. Inició su cargo en el gabinete el 1 de junio del mismo año.